# Понте д'Арбја (Сијена)
Понте д'Арбја је насеље у Италији у округу Сијена, региону Тоскана.
Према процени из 2011. у насељу је живело 472 становника. Насеље се налази на надморској висини од 147 м.